# Bezimiànnoie (Amur)
|  | Per a altres significats, vegeu «Bezimiànnoie». |

Bezimiànnoie (en rus: Безымянное) és un poble de l'óblast de l'Amur, a Rússia, que el 2018 tenia 106 habitants, pertany al districte de Bureiski.